# جورج إس. باريت
جورج إس. باريت (بالإنجليزية: George S. Barrett)‏ هو رائد أعمال وشخصية أعمال أمريكي، ولد في القرن العشرين.